# Criteriul lui Raabe-Duhamel
În analiza matematică, regula lui Raabe-Duhamel este un complement al criteriului raportului (D'Alembert), reprezentând unul dintre criteriile de convergență ale seriilor.
Denumirea sa este legată de numele matematicienilor Joseph Ludwig Raabe și Jean-Marie Duhamel.
Se enunță astfel 
Fie {\displaystyle (a_{n})_{n\in \mathbb {N} }} un șir de numere reale cu {\displaystyle a_{n}>0}. Definim un alt sir {\displaystyle (b_{n})_{n\in \mathbb {N} },\,b_{n}=n\left({\frac {a_{n}}{a_{n+1}}}-1\right)} si {\displaystyle L=\lim _{n\to \infty }b_{n}}. Atunci:
- dacă {\displaystyle L<1}, seria {\displaystyle \sum a_{n}} este divergentă,
- dacă {\displaystyle L>1}, seria {\displaystyle \sum a_{n}} este convergentă,
- dacă {\displaystyle L=1} nu putem preciza nimic privind natura seriei (testul este inconcluziv).

## Exemplu
Pentru a calcula limita seriei cu termenul general:
{\displaystyle x_{n}=n!\left({\frac {a}{n}}\right)^{n},\;a\in \mathbb {R} ,}
se aplică criteriul Raabe-Duhamel:
{\displaystyle \lim _{n\to \infty }n\left({\frac {x_{n}}{x_{n+1}}}-1\right)=\lim _{n\to \infty }\left(\left({\frac {n+1}{n}}\right)^{n}{\frac {1}{e}}-1\right)=}
{\displaystyle =n\left(\left({\frac {n+1}{n}}\right)^{n}{\frac {1}{e}}-1\right)={\frac {1}{e}}\lim _{n\to \infty }{\frac {(1+{\frac {1}{n}})^{n}-e}{\frac {1}{n}}}.}
Se aplică regula lui l'Hôpital:
{\displaystyle \lim _{x\to 0}{\frac {(1+x)^{\frac {1}{x}}-e}{x}}=\lim _{x\to 0}{\frac {(1+x)^{{\frac {1}{x}}-1}[x-(1+x)\ln(1+x)]}{x^{2}}}=-{\frac {e}{2}};}
și rezultă că seria este divergentă.